# 48575 Гаваї
48575 Гава́ї (48575 Hawaii) — астероїд головного поясу, відкритий 4 липня 1994 року.
Тіссеранів параметр щодо Юпітера — 3,200.